# Pico da Antónia
Pico da Antónia és la muntanya més alta de l'illa de Santiago, al centre de l'arxipèlag de Cap Verd. La muntanya forma part de l'àrea protegida del Parc Natural de Rui Vaz i de l'IBA Serra do Pico da Antónia. La muntanya és totalment d'origen volcànic. L'àrea al voltant del cim ha estat identificada per BirdLife International com a Important Bird Area.
Està situat a 5 km al sud-est d'Assomada, a 3,5 km al sud de Picos, a 5 km a l'oest-sud-oest de João Teves i a 7 km a l'oest-nord-oest de São Domingos en una de les serralades que travessen l'interior de l'illa. Més al nord està situada la Serra da Malagueta. La muntanya fa de frontera entre els concelhos de São Salvador do Mundo, São Lourenço dos Órgãos i Ribeira Grande de Santiago.